# 카타이브 규제군
카타이브 규제군(아랍어: قوى الكتائب النظامية 쿠와트 알카타이브 안니자미야[*], 프랑스어: Forces Regulatoires du Kataeb)은 레바논의 팔랑헤주의 정당 카타이브의 준군사조직이었다. 레바논 내전의 참전 세력이었으며 레바논군의 전신이다.

## 같이 보기
- 카타이브
- 레바논 내전
- 시리아 사회민족당 레바논 지부